# Temple de Nanchan
Le temple de Nanchan (en chinois : 南禪寺) est un temple bouddhiste du mont Wutai, dans le Shanxi, en Chine.
Construit en 782 sous la dynastie Tang, et son grand hall consacré à Bouddha est actuellement le plus ancien bâtiment en bois préservé de Chine.